# James Watson (graveur)
Pour les articles homonymes, voir James Watson et Watson.
James Watson, né vers 1740 à Dublin et mort le 20 mai 1790 à Londres, est un graveur irlandais.

## Biographie
James Watson, né vers 1740 à Dublin, est le père de Caroline Watson, qu'il a formée à la gravure, et le frère de William Watson. Ses parents sont inconnus et il reçoit sa formation initiale dans les écoles de la Société de Dublin. Il se rend à Londres dans sa jeunesse, probablement comme élève de son compatriote James MacArdell.
Il expose à Spring Gardens en 1775 et vit pendant quatre ans à Little Queen Anne Street à Londres. Il grave des sujets religieux et de nombreux portraits.
James Watson meurt le 20 mai 1790 à Londres.